# جدجد شجري بيروي
جدجد شجري بيروفي (الاسم العلمي:Oecanthus peruvianus) هو نوع من الحشرات يتبع جنس الجدجد الشجري من فصيلة الجداجد الحقيقية.